# Blind Boy Fuller
Blind Boy Fuller (Wadesboro, 10 luglio 1907 – Durham, 13 febbraio 1941) è stato un cantante e chitarrista statunitense blues.

## Biografia
Fu uno dei più popolari artisti della corrente conosciuta come piedmont blues e, in generale, uno tra i grandi nomi della storia del blues.
Mentre era in vita, fu un bluesman molto influente e di successo; a prova di ciò, quando morì, il mondo della musica blues fu talmente sconvolto che il collega Brownie McGhee registrò in suo onore il brano Death of Blind Boy Fuller.